# Hrochův hrádek
Hrochův hrádek je zřícenina tvrze na místě raně středověkého hradiště na východním okraji Dobré Vody u Březnice v okrese Příbram. Stojí na nevýrazné ostrožně nad řekou Skalicí v nadmořské výšce 455 metrů. Od roku 1965 je chráněn jako kulturní památka.

## Historie
Tvrz stojí na místě staršího hradiště, které je archeologicky datováno do 10. až 13. století. Ještě předtím byla lokalita osídlena v 6. a 5. století před naším letopočtem na přelomu doby halštatské a laténské. Raně středověké hradiště nejspíše souviselo s blízkým přemyslovském správním hradem Bozeň u Počapel a mohlo sloužit jako sídlo nějakého tamního vysoce postaveného úředníka.
Tvrz vznikla snad na konci 14. století, ale první písemná zmínka o ní pochází až z roku 1475, kdy ji jako pustou prodával Václav ze Švamberka. Dalším majitelem byl koncem 15. století Bohuslav z Němčic, který ji prodal Janovi z Pruku, a v roce 1543 je zmiňován další prodej tvrze včetně poplužního dvora, tentokrát Zdeslavem Ojířem z Očedělic. Zpráva z roku 1574 uvádí tvrz jako pustou.

## Stavební podoba

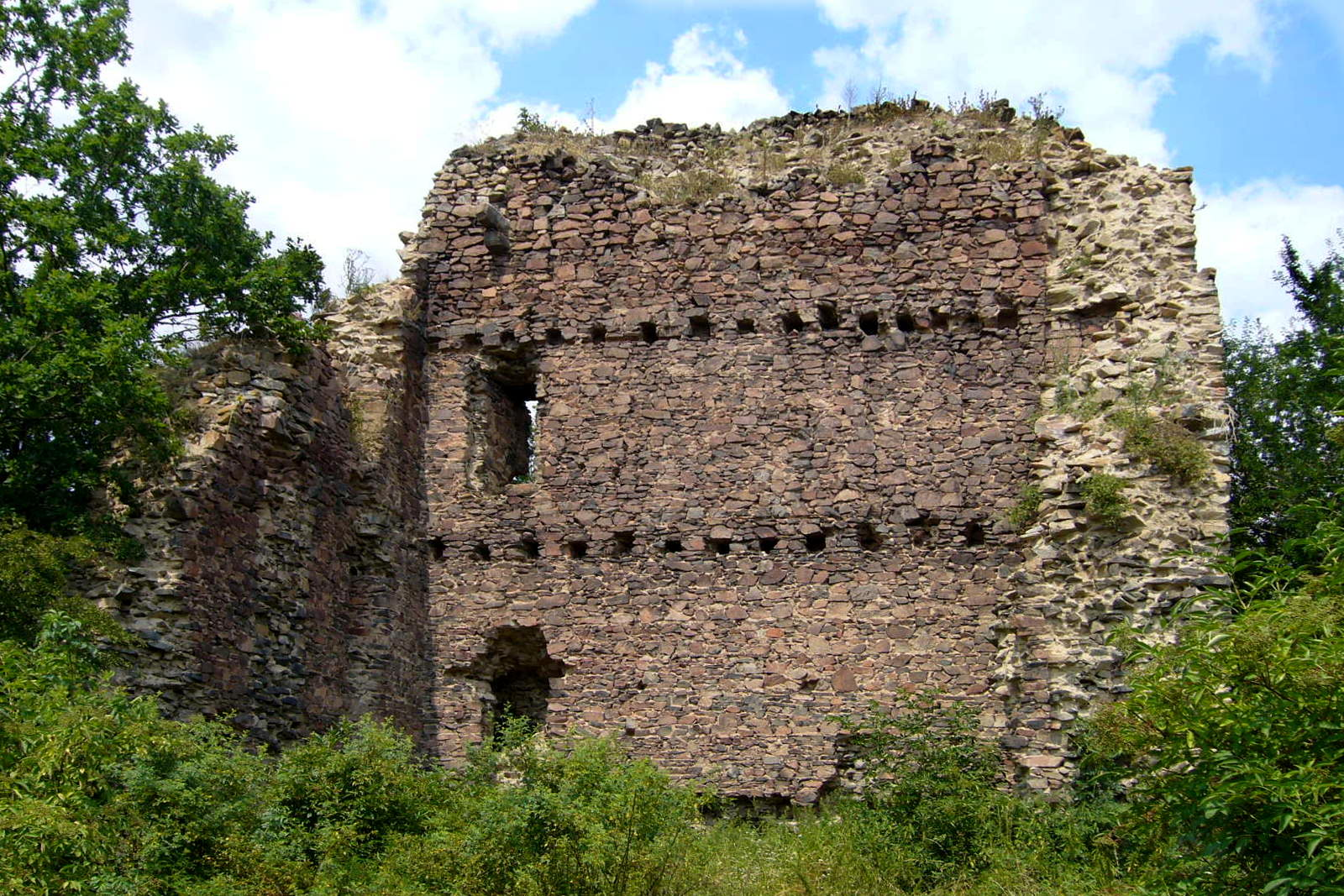
Interiér věže s patrnými stopami po trámech, vstupem na prevét a krbovou konzolou nad ním

Původní raně středověká hradba obklopovala celý prostor ostrožny a uzavírala plochu s rozlohou asi 1,1 hektaru. Dochoval se z ní val, který na snadno přístupné východní straně dosahuje výšky až tři metry. Východní stranu navíc chránil vnější příkop. Hradištní val byl poškozen stavbou železniční trati Zdice–Protivín a není zřejmé, zda byl použit také při stavbě tvrze nebo později poplužního dvora.
Jediným dochovaným objektem tvrze je severní část donjonu, která stojí do výšky třetího patra. Jednotlivá patra oddělovaly ploché trámové stropy. Přízemí a první patro bylo rozděleno příčkami do dvou místností osvětlených střílnovitými okénky. Místnost ve druhém patře osvětlovalo okno se sedátkem a byl v ní vstup na prevét. Ve třetím patře se dochovala krbová konzola.

## Přístup
Zřícenina se nachází v těsném sousedství železniční trati na východním okraji vesnice a je volně přístupná.